# Jaime García Añoveros
Jaime García Añoveros (Terol, Aragó 1932 - Sevilla, Andalusia 2000) fou un polític, advocat i professor universitari espanyol, que fou Ministre d'Hisenda entre 1977 i 1982.

## Biografia
Va néixer el 24 de gener de 1932 a la ciutat de Terol. Va estudiar dret a la Universitat de València, i posteriorment es doctorà l'any 1956 a la Universitat de Bolonya. Interessat en la docència fou professor adjunt d'hisenda pública a la Universitat de Madrid, i a partir de 1961 catedràtic de la Universitat de Sevilla d'economia política i de dret financer, càrrec que desenvolupà fins a la seva mort. Va morir a la ciutat de Sevilla el 15 de març de l'any 2000.

## Activitat política
En les eleccions generals de 1977 fou escollit diputat al Congrés per la província de Sevilla en representació de la Unió de Centre Democràtic (UCD), esdevenint en la Legislatura Constituent president de la Comissió d'Economia i Hisenda, i posteriorment de la Comissió de Pressupostos.
Reescollit diputat en les eleccions generals de 1979, en la formació del nou govern fou nomenat Ministre d'Hisenda per Adolfo Suárez, càrrec que continuà desenvolupant sota la presidència de Leopoldo Calvo-Sotelo. Com a ministre va tenir un paper de primer ordre en el disseny i execució de la reforma tributària i en la modernització del sistema tributari (introduint l'Impost sobre el Patrimoni l'any 1977 o les lleis d'IRPF el 1978) i en la regulació del finançament de les Comunitats Autònomes (les Lleis Orgàniques de Finançament de les Comunitats Autònomes-LOFCA el 1980 i el concert econòmic basc el 1981).